# Jean-Max Rivière
Pour les articles homonymes, voir Rivière (homonymie).
Jean-Max Rivière est un auteur-compositeur français né le 19 octobre 1937 à Paris.

## Carrière

### Parolier
Sélection de chansons, par interprète dans l’ordre alphabétique :
- Richard Anthony : À présent tu peux t'en aller, adaptation avec Gérard Bourgeois de I Only Want to Be with You, 1964
- Brigitte Bardot :
  - Sidonie, mise en musique avec Yani Spanos d’un poème de Charles Cros pour le film Vie privée de Louis Malle en 1962
  - La Madrague, musique de Gérard Bourgeois, 1962
  - C’est rigolo, musique de Gérard Bourgeois, 1962
  - Moi je joue, musique de Gérard Bourgeois, 1964
  - Le Soleil, musique de Gérard Bourgeois, adaptée en anglais sous le titre Mister Sun, 1968
  - Toutes les bêtes sont à aimer 1982
  - La Chasse 1982
- Dalida :
  - Manuel Benitez El Cordobés, musique de Gérard Bourgeois, 1966
- France Gall :
  - Il neige, musique de Gérard Bourgeois, 1966
  - Tu n'as pas le droit, musique de Gérard Bourgeois, 1966
- Juliette Gréco :
  - Un petit poisson, un petit oiseau, musique de Gérard Bourgeois, 1966[2]
  - À contrecœur, musique de Gérard Bourgeois, 1966
  - L'Horoscope, sur une musique de Gérard Bourgeois, qui affirmait un message en 1967 : « Tout est faux dans l'horoscope. »
  - Tout doucement, musique de Gérard Bourgeois, 1967
  - Les Amoureux de la plage, musique de Gérard Bourgeois, 1967
  - Le Tribunal d’amour, musique de Gérard Bourgeois, 1967
- Françoise Hardy :
  - L'Amitié, musique de Gérard Bourgeois, 1965
  - Rendez-vous d’automne, musique de Gérard Bourgeois, 1966
  - Il vaut mieux une petite maison dans la main qu’un grand château dans les nuages, musique de Gérard Bourgeois, 1968
- Vic Laurens : Seul parmi les autres 1963.
- Gilles Marchal : Liberté 1971.
- Serge Reggiani : 
  - Il suffirait de presque rien, musique de Gérard Bourgeois, 1968.
  - Mes blessures, 1981.
- Sylvie Vartan :
  - Ballade pour un sourire, musique de Gérard Bourgeois, 1966
  - Un soir par hasard, musique de Gérard Bourgeois, 1967
  - Le Kid, musique de Gérard Bourgeois, 1967.
- La Révolution française (textes tirés de l'opéra-rock de 1973) de Claude-Michel Schönberg et Alain Boublil, une œuvre très en avance sur le bicentenaire et sur la vogue des comédies musicales, un quart de siècle plus tard.

### Chanteur et producteur
Dans les années 1960, Jean-Max Rivière enregistre lui-même quelques disques. Il chante par exemple en duo avec Gérard Bourgeois sur l'extended play Astérix : ils chantent !, sorti en 1966,,.
Aujourd'hui, administrateur de la Sacem, il dirige sa maison d'édition (Media Max) et apporte son aide et ses textes pour le groupe les Sea Girls, dont fait partie sa fille Prunella.

## Décorations
- Commandeur de l'ordre des Arts et des Lettres en 2016[7].